# Tokke
Tokke ist eine Kommune im norwegischen Fylke Telemark. Die Kommune hat 2238 Einwohner (Stand: 1. Januar 2025). Verwaltungssitz ist die Ortschaft Dalen. In der Kommune befinden sich mehrere größere Wasserkraftwerke.

## Geografie

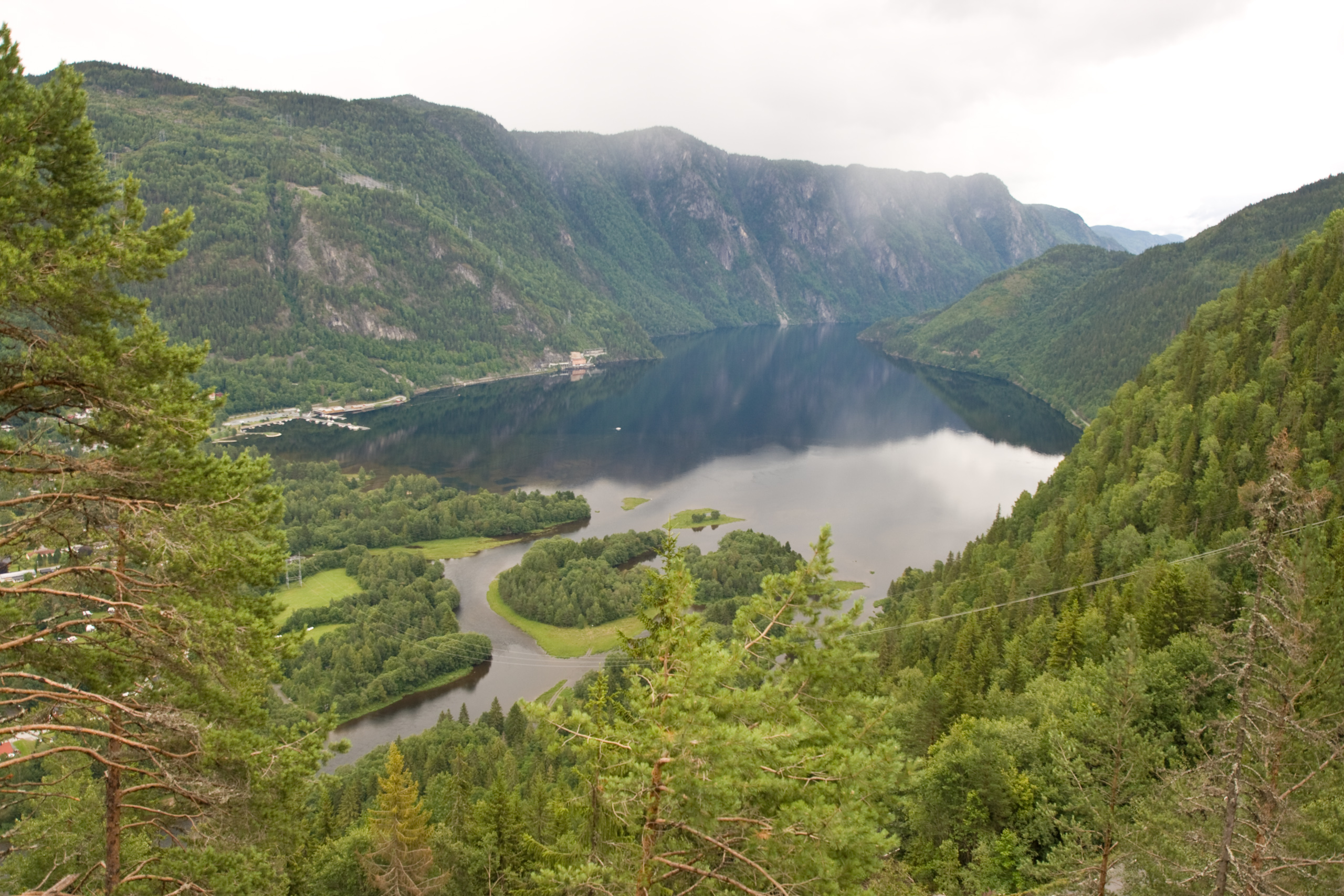
Blick auf den Bandak

Die Kommune Tokke liegt im Westen des Fylkes Telemark. Tokke grenzt im Norden an die Kommune Vinje, im Nordosten an Seljord, im Osten an Kviteseid, im Süden an Fyresdal, im Südwesten an Valle sowie im Westen an Bykle. Die beiden Nachbarkommunen Valle und Bykle gehören dem Nachbarfylke Agder an.
In der Kommune liegen mehrere Seen. Im Osten von Tokke geht der westliche Abschnitt des Sees Bandak in die Kommune ein. In der Ortschaft Dalen am Westufer des Bandaks mündet der Fluss Tokke in den See. Der Fluss fließt zunächst Richtung Süden, bevor er auf Höhe des Bandak in den Osten abknickt. Kurz vor Dalen mündet der Fluss Dalåi in den Tokke. Der Dalåi speist sich aus den Gebirgsseen wie dem Borsæ, dem Botnedalsvatn und dem Folurdvatnet im Westen der Kommune. Etwas nördlich vom Dalåi mündet der Rukkeåi, der vom Byrtevatn abfließt, in den Tokke. Die Ortschaft Dalen ist der nordwestliche Startpunkte des Telemarkkanals, der von Dalen über mehrere Seen und Flüsse bis nach Porsgrunn/Skien führt. Die Gesamtfläche der Kommune beträgt 984,58 km², wobei Binnengewässer zusammen 79,93 km² ausmachen.
Die höchsten Erhebungen der Kommune befinden sich im Westens, wo Höhen von über 1500 moh. erreicht werde. Die Erhebung Kvannfjølli im Nordwesten der Gemeinde stellt mit einer Höhe von 1537,54 moh. den höchsten Punkt der Kommune Tokke dar. Im Osten gibt es einige Berge mit über 1000 moh. und das Terrain am Nord- und Südufer des Bandaks steigt von rund 70 moh. steil auf über 900 moh. an.

## Einwohner
Im Jahr 1890 lebten noch rund 3500 Einwohner auf dem Gebiet der heutigen Kommune Tokke. Die Einwohnerzahl ging seitdem stetig zurück. Rund um das Jahr 1960 kam es zu einer Ausnahme von diesem Trend, als während der Bauarbeiten an den Wasserkraftwerken in der Kommune die Einwohnerzahl anstieg. Die meisten Einwohner leben in der Ortschaft Dalen und deren Umgebung. Dalen ist der einzige sogenannte Tettsted, also die einzige Ansiedlung, die für statistische Zwecke als eine städtische Siedlung gewertet wird. Zum 1. Januar 2024 lebten dort 560 Einwohner.
Offizielle Schriftsprache ist Nynorsk, die weniger weit verbreitete der beiden norwegischen Sprachformen.
| Jahr          | 1986 | 1990 | 1995 | 2000 | 2005 | 2010 | 2015 | 2020 | 2025 |
| ------------- | ---- | ---- | ---- | ---- | ---- | ---- | ---- | ---- | ---- |
| Einwohnerzahl | 2750 | 2746 | 2566 | 2506 | 2463 | 2337 | 2252 | 2201 | 2238 |

## Geschichte und Kultur
Die Kommune Tokke entstand zum 1. Januar 1964, als die Kommune Mo mit Lårdal zusammengelegt wurde. Mo brachte 1658 Einwohner ein, Lårdal 1929.
In der Kommune stehen mehrere Kirchen. Die Stabkirche Eidsborg (Eidsborg stavkyrkje) ist eine Stabkirche, die um 1200 errichtet wurde. Sie befindet sich etwas nördlich von Dalen. In Høydalsmo steht die Høydalsmo kyrkje. Die Holzkirche wurde im Jahr 1747 errichtet. Aus dem Jahr 1831 stammt die Lårdal kyrkje. Die Holzkirche wurde nach einem Standardentwurf des Architekten Hans Ditlev Franciscus von Linstow errichtet. Sowohl die Skafså kyrkje als auch die Mo kyrkje sind Holzkirchen aus dem Jahr 1839. Auch sie wurden jeweils nach Plänen von Linstow gebaut.
In Dalen befindet sich das im Jahr 1894 eröffnete Dalen Hotel. Das Hotel ist in Holz im Schweizerstil erbaut und im nationalromantischen Stil eingerichtet. Es gehört zu den größten und am besten bewahrten Holzhotels aus dieser Zeit in Norwegen.

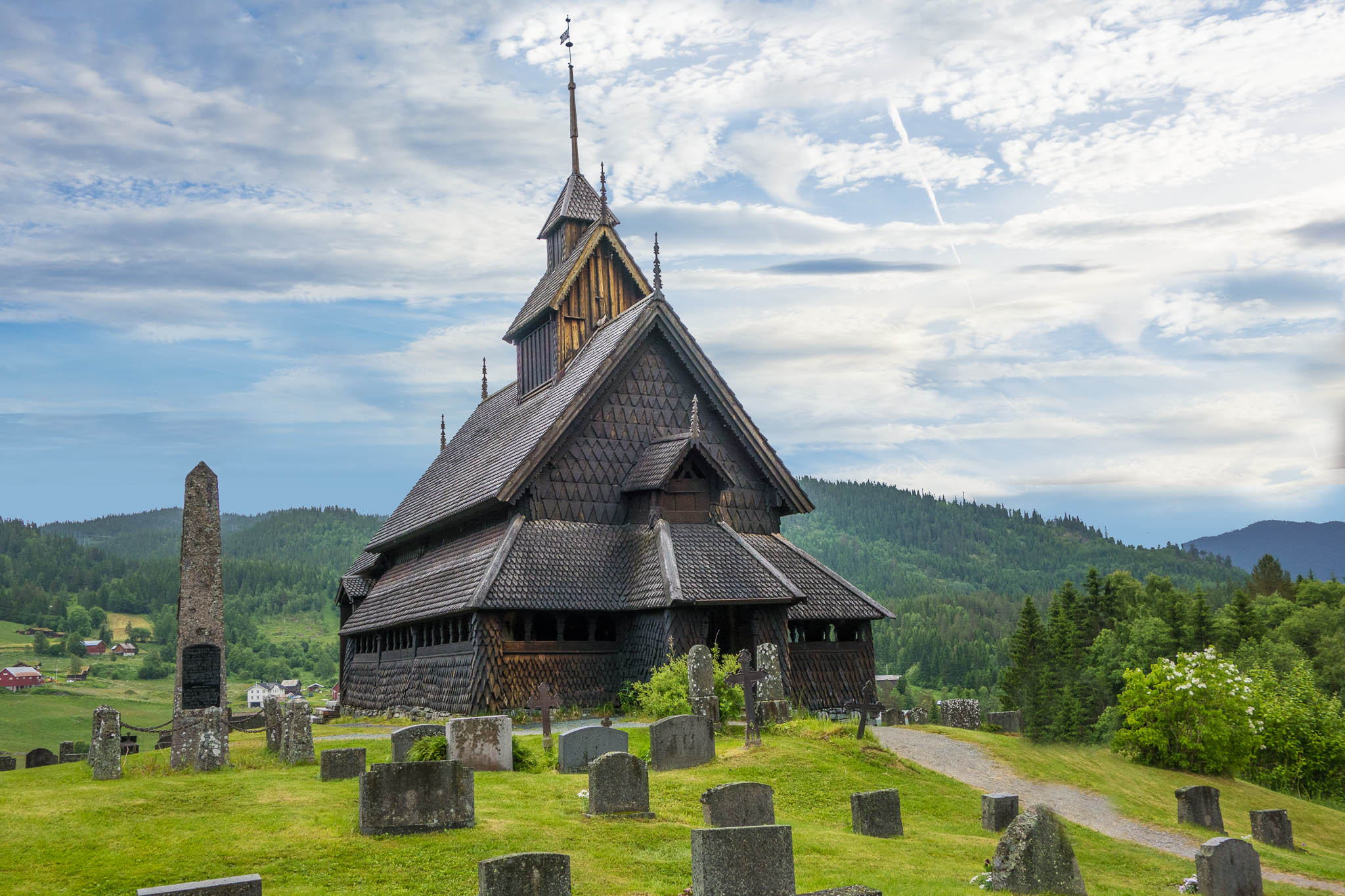
Stabkirche Eidsborg
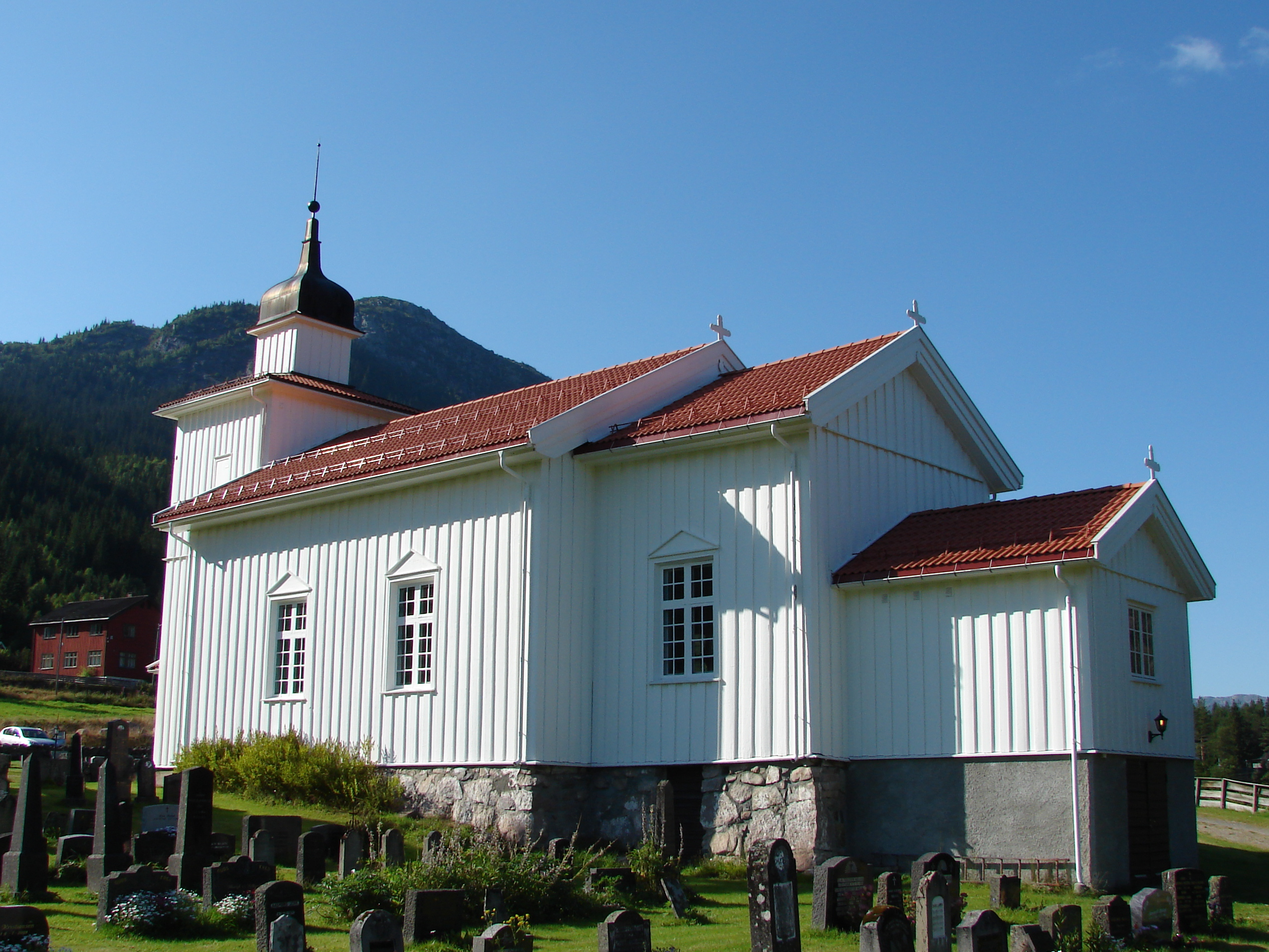
Mo kyrkje
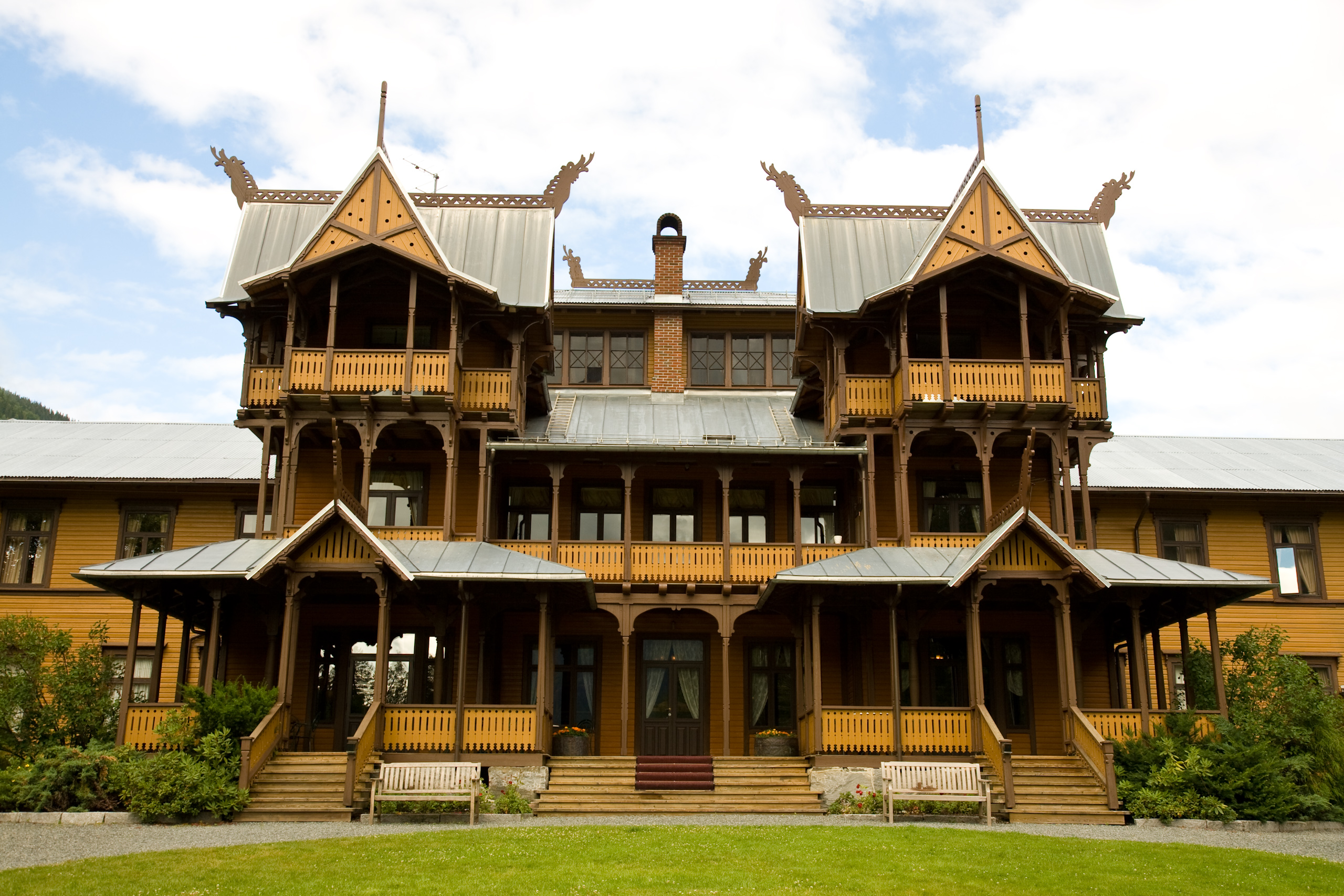
Dalen Hotel

## Wirtschaft und Infrastruktur

### Verkehr
Durch den Nordosten der Kommune verläuft die Europastraße 134 (E134; auch bekannt als Haukelivegen). Diese verbindet Drammen in der Großregion Oslo mit der norwegischen Westküste. Von der Ortschaft Dalen aus stellen unter anderem der Fylkesvei 450 und der Fylkesvei 38 die Verbindung zur weiter nördlich verlaufenden E134 her.

### Wirtschaft
Lange Zeit war für die Lokalwirtschaft vor allem die Land- und Forstwirtschaft von Bedeutung. Beide sind auch heute noch wichtig für Tokke. Im 16. Jahrhundert wurde begonnen, im Åmdals Verk Kupfer abzubauen. Der Tagebau wurde nach dem Zweiten Weltkrieg eingestellt. Aus der Forstwirtschaft ging die Holzindustrie hervor, später wurde der Maschinenbau der bedeutendere Industriezweig. Eine lange Tradition hat die Herstellung von Wetzsteinen, die in Tokke ihre Ursprünge in der Wikingerzeit hat.
In den 1950er- und 1960er-Jahren wurden entlang des Tokke-Flusssystems mehrere Wasserkraftwerke errichtet. Im Jahr 1961 wurde das Wasserkraftwerk Tokke in Betrieb genommen. Es nutzt eine Fallhöhe von rund 390 Metern zwischen dem Vinjevatn in der nördlichen Nachbarkommune Vinje um dem Bandak aus. Zwischen 1991 und 2020 hatte das Kraftwerk eine mittlere Jahresproduktion von rund 2400 GWh und gehört damit zu den größten Wasserkraftwerken Norwegens. Am Wasserkraftwerk Lio lag die mittlere Jahresproduktion im selben Zeitraum bei rund 270 GWh. Das Kraftwerk, das eine Fallhöhe von rund 346 Metern zwischen dem Byrtevatn und dem Bandak nutzt, nahm im Jahr 1969 seinen Betrieb auf. Beim seit 1953 Strom produzierenden Kraftwerk Åmdal liegt die mittlere Jahresproduktion bei rund 150 GWh bei einer Fallhöhe von etwa 250 Metern. Weitere Wasserkraftwerke sind das Kraftwerk Gausbu und das Kraftwerk Byrte.
Im Jahr 2021 arbeiteten von rund 1130 Arbeitstätigen 680 in Tokke selbst, etwa 150 waren in der Nachbarkommune Vinje tätig. Jeweils über 40 Personen pendelten in die Kommunen Oslo und Kviteseid.

## Name und Wappen
Das seit 1987 offizielle Wappen der Kommune zeigt einen gehenden schwarzen Bären auf goldenem Hintergrund. Tokke wurde im 16. Jahrhundert als Todka erwähnt. Der altnordische Name *Þotka wurde wahrscheinlich zunächst als Name für einen See genutzt und ging später auf den Fluss über.

## Persönlichkeiten
- Anne Grimdalen (1899–1961), Bildhauerin
- Eivind Groven (1901–1977), Komponist
- Lene Vågslid (* 1986), Politikerin